# From Here to Eternity: Live
Pour les articles homonymes, voir From Here to Eternity.
Albums de The Clash
Super Black Market Clash
(1994) The Essential Clash
(2003)
Singles de The Clash
1. Complete control (live at Bond's Casino New York)
Sortie : 1999
2. London Calling (live at The Orpheum Boston)
Sortie : 1999
3. Should I stay or should I go (live at The OrpheumBoston)
Sortie : 1999
4. I fought the law (live at The lyceum London)
Sortie : 2000

From Here to Eternity : Live est un album de The Clash compilant plusieurs enregistrements live, sorti en 1999. Les chansons sont rangées dans l'ordre chronologique de la date de sortie du single correspondant (et non pas celle de leur enregistrement live lui-même).
Certains des enregistrements présents sur cette compilation sont les mêmes que ceux entendus dans le film Rude Boy.
À sa sortie, l'album a reçu un accueil très favorable de la critique, saluant notamment la qualité de la post-production (due notamment à Paul Simonon le bassiste du groupe), à partir d'enregistrements dont la qualité sonore était généralement pauvre : Strummer indiquait à ce sujet que le groupe n'avait jamais pu profiter des moyens techniques nécessaires à un enregistrement Live décent.

## Liste des titres
1. Complete Control – 3:45 (Jones/Strummer)
2. London's Burning – 2:03 (Jones/Strummer)
enregistrée le 30 avril 1978 à Victoria Park, Londres
3. What's My Name – 1:43 (Jones/Levene/Strummer)
enregistrée le 27 juillet 1978 au Music Machine, Londres
4. Clash City Rockers – 3:30 (Jones/Strummer)
5. Career Opportunities – 2:06 (Jones/Strummer)
enregistrée le 13 octobre 1982 au Shea Stadium, New York
6. (White Man) In Hammersmith Palais – 4:28 (Jones/Strummer)
7. Capital Radio – 2:58 (Jones/Strummer)
8. City of the Dead – 2:47 (Jones/Strummer)
9. I Fought the Law – 2:36 (Curtis)
Pistes 8 and 9 enregistrées le 28 décembre 1978 at The Lyceum, Londres
10. London Calling – 3:29 (Jones/Strummer)
11. Armagideon Time – 5:05 (Dodd/Williams)
Pistes 7 and 11 enregistrées le 8 février 1980 au Lewisham Odeon, Londres
12. Train in Vain – 4:43 (Jones/Strummer)
13. Guns of Brixton – 3:36 (Simonon)
Pistes 1, 12 and 13 enregistrées le 13 juin 1981 au Bond's Casino, New York
14. The Magnificent Seven – 6:09 (The Clash)
15. Know Your Rights – 4:05 (The Clash)
Pistes 4, 6, 10, 14 and 15 enregistrées le 7 septembre 1982 à The Orpheum, Boston
16. Should I Stay or Should I Go – 3:14 (The Clash)
17. Straight to Hell – 7:24 (The Clash)
Pistes 16 and 17 enregistrées le 8 septembre 1982 à The Orpheum, Boston

## Musiciens
- Mick Jones — guitare, chant
- Paul Simonon — basse, voix
- Joe Strummer — guitare rythmique, voix
- Topper Headon — batterie
- Terry Chimes — batterie
- Micky Gallagher — orgue sur Armagideon Time
- Mikey Dread — voix additionnelle sur Armagideon Time